# Fizyka i Chemia
Fizyka i Chemia – dwumiesięcznik dla nauczycieli fizyki i chemii, wydawany w latach 1948–1954 przez Państwowe Zakłady Wydawnictw Szkolnych. W styczniu 1955 został podzielony na dwa dwumiesięczniki: „Fizykę w Szkole” (dla nauczycieli fizyki) i „Chemię w Szkole” (dla nauczycieli chemii).